# آرتور ویتیتین
آرتور ویتیتین (استونیایی: Artur Vititin؛ زادهٔ ۱۳ ژوئن ۱۹۹۷) کشتی‌گیر اهل استونی است. وی سابقه حضور در المپیک ۲۰۲۰ توکیو را دارد.